# Martha Beindorff
Martha Beindorff (geborene Linnfeld; * 21. Februar 1903 in Düsseldorf; † 9. November 2007 in Allerhop) war eine deutsche Motorsportlerin.

## Leben
Geboren im Deutschen Kaiserreich, heiratete Martha Linnfeld in der Weimarer Republik 1923, im Jahr der Deutschen Hyperinflation, den Ingenieur und Fabrikantensohn Kurt Beindorff.
So „eingeheiratet“ in das Unternehmen der Günther Wagner – Pelikan Werke, wurde ihr soziales Engagement für die Firma und deren Arbeiter und Angestellten von großer Bedeutung: Überzeugt von der Notwendigkeit eines guten Zusammenhaltes zwischen der Unternehmensführung und den Beschäftigten kümmerte sie sich – gemeinsam mit der offiziellen Werks-Fürsorge – um die Sorgen und Nöte der Arbeitnehmer, auch der ehemaligen. Aufgrund ihrer Hilfsbereitschaft wurde Martha Beindorff von den Betriebsangehörigen auch liebevoll „Tante Martha“ genannt.
Martha Beindorff war in Hannover die siebte Frau überhaupt, die einen Führerschein besaß. Sie war eine erfolgreiche Motorsportlerin und Vizepräsidentin des Deutschen Damen Automobilclubs, DDAC.
Jahrzehntelang hatte Beindorff auch die Funktion der – ehrenamtlichen – Schriftführerin der „Freunde der TiHo“ (der Tierärztlichen Hochschule Hannover).
Nach dem Zweiten Weltkrieg fand am 17. Januar 1946 in der durch die Luftangriffe auf Hannover zu 48 % zerstörten Stadt die „I. Zusammenkunft nach dem Kriege“ des Deutschen Damen Automobilclubs statt. Als dieser am 24. März 1949 offiziell neu gegründet wurde, wurde Liliane Roehrs zur Präsidentin gewählt, Martha Beindorff zu ihrer Stellvertreterin.
Als in den Wiederaufbaujahren 1953 die „1. Deutsche Damen Rallye“ nach dem Zweiten Weltkrieg organisiert wurde, erreichte Martha Beindorff im Team mit Monika Pancke als erste den Zielort Bad Pyrmont.
Martha Beindorff lebte zuletzt auf Gut Allerhop und starb im Alter von 104 Jahren in Allerhop.

## Ehrungen
- In Anerkennung ihrer jahrzehntelangen Sozialarbeit wurde Martha Beindorff 1967 das Verdienstkreuz 1. Klasse des Niedersächsischen Verdienstordens verliehen.[1]
- 1969 wurde die jahrzehntelang ehrenamtliche Schriftführerin der „Freunde der TiHo“ durch die Tierärztliche Hochschule Hannover zur Ehrensenatorin der Hochschule ernannt.[1]
- Beindorff, ehemalige Vizepräsidentin des Deutschen Damen Automobilclubs e. V., wurde zum Ehrenmitglied des DDAC ernannt.[4]